# Ахчка Берд
Ахчка Берд (арм. Աղջկա ամրոց; также известная как арм. Կոշի բերդ, Коши Берд и арм. Կոշի ամրոցը, Замок Коши) — руины крепости XIII века, располагающиеся на вершине холма рядом с селом Кош Арагацотнской области Армении.

## Описание
Комплекс Кошской крепости имеет прямоугольное в плане строение, построенное из крупных чистотесаных камней из туфа, а нижняя часть крепости выполнена из грубого базальта. Входы расположены с севера (ныне разрушенного) и юга, с примыкающим к внутренней части коридором, обнесённым стеной. Также к югу от крепости, неподалёку, находится хачкар высотой 6,8 м из красного туфа (1195 г.).

## Фотогалерея

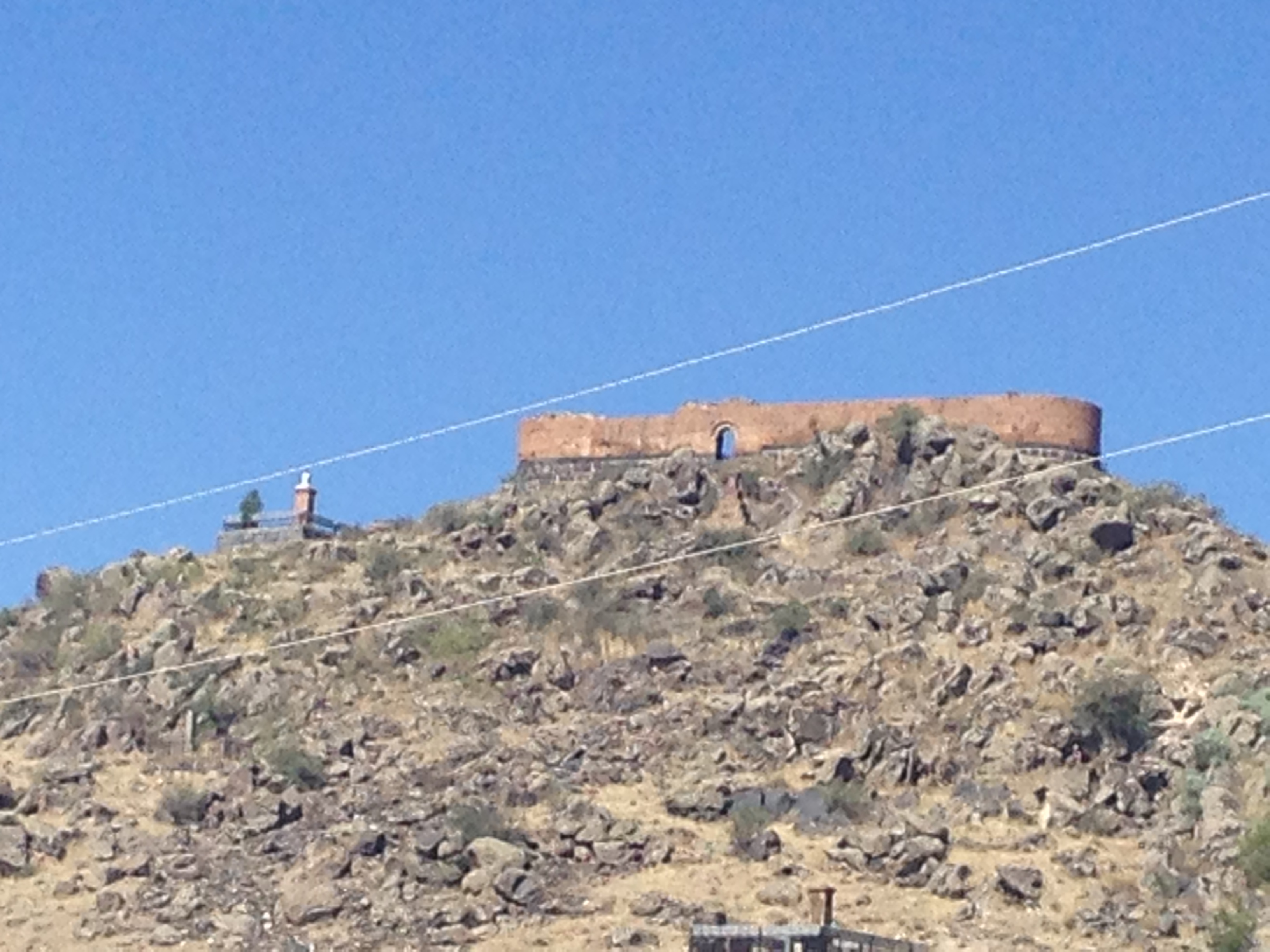
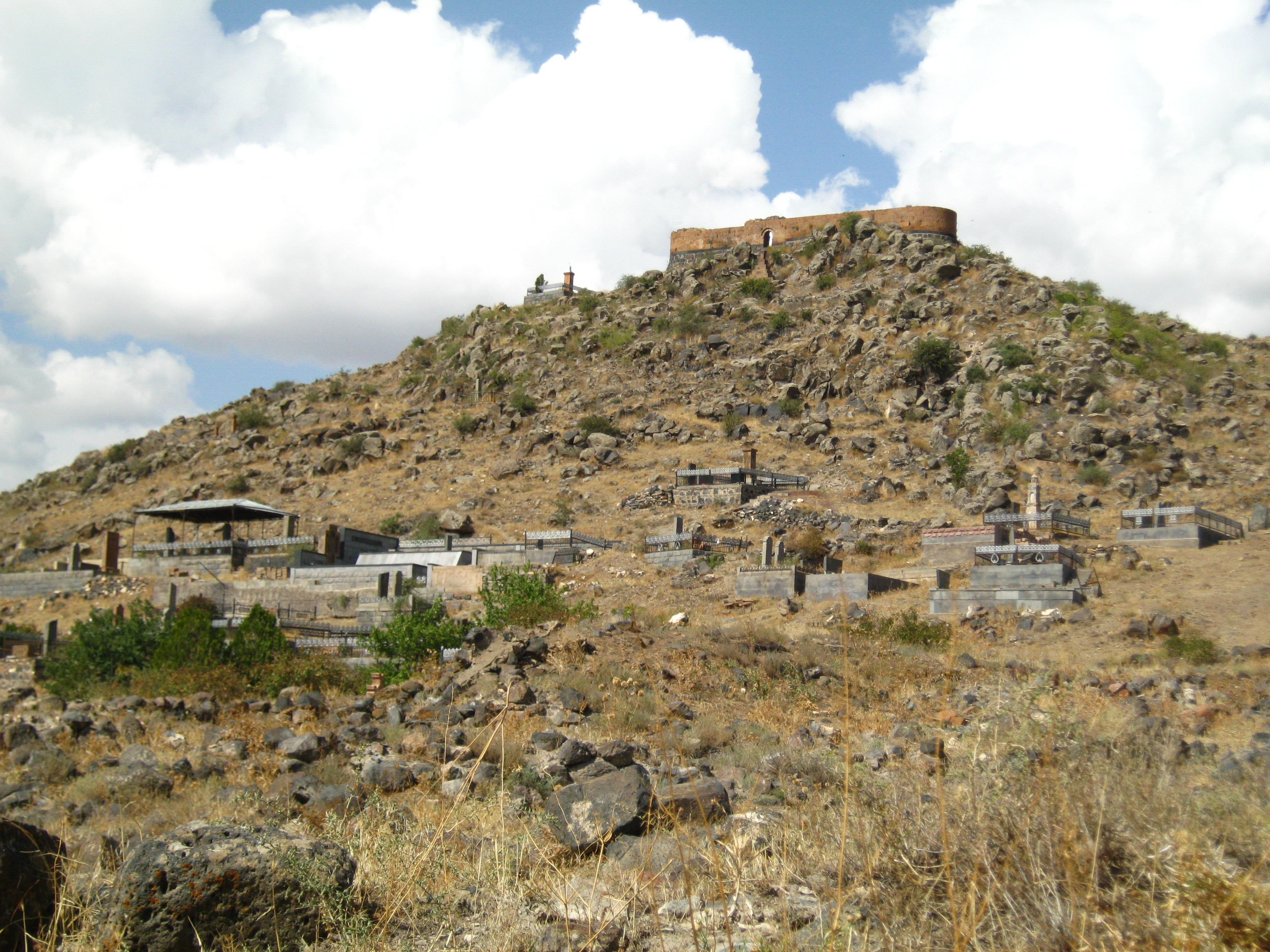
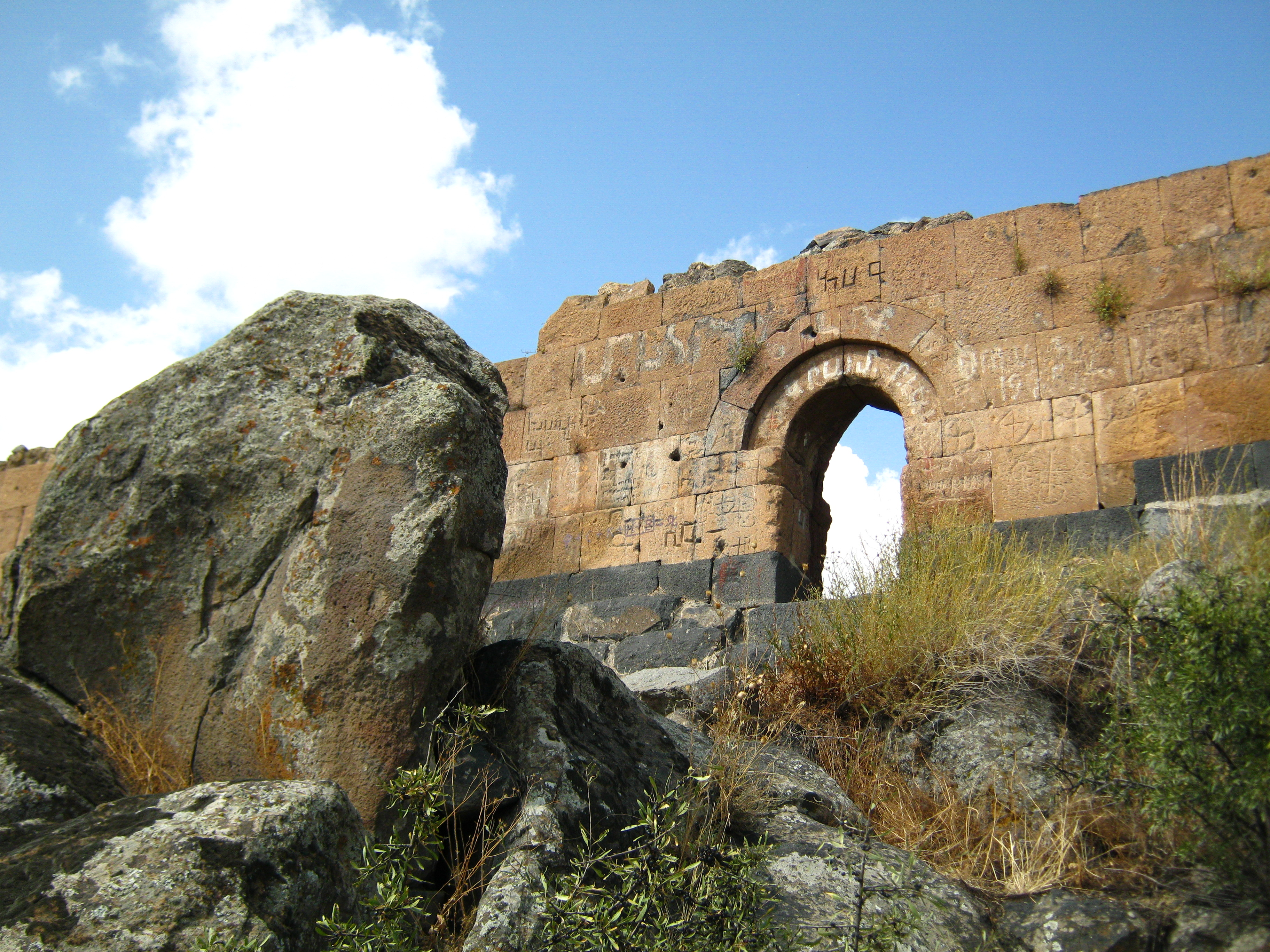
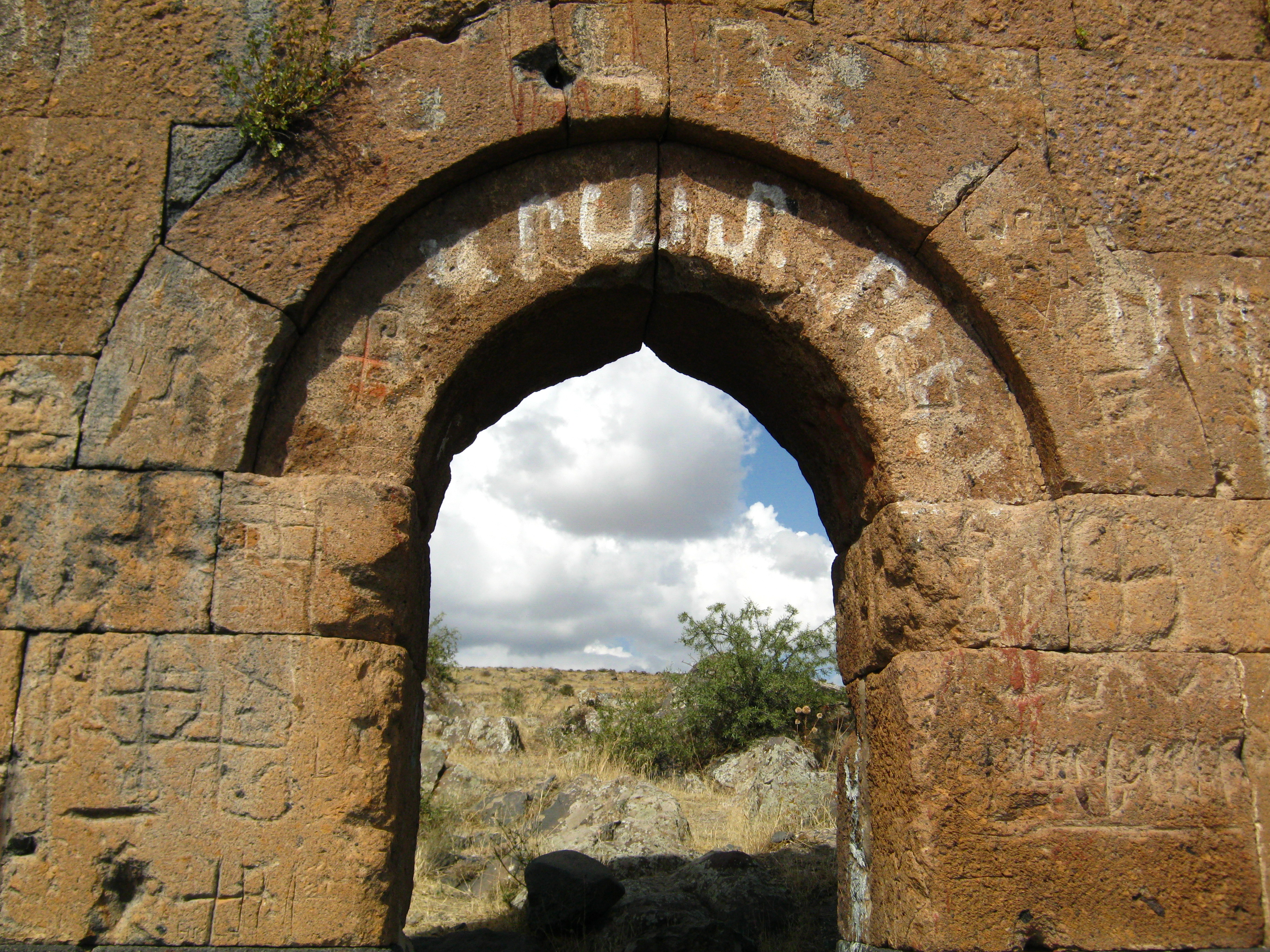
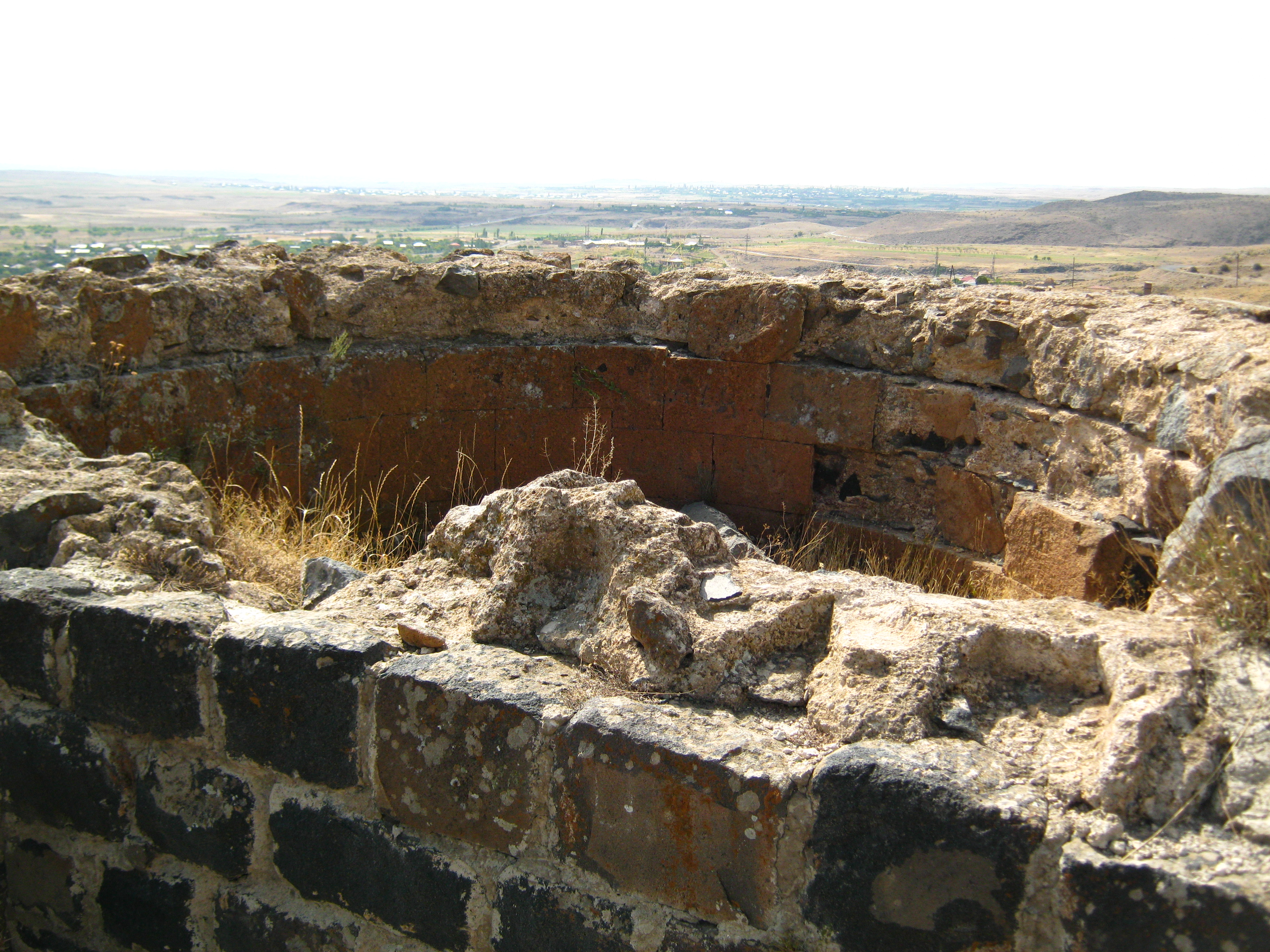
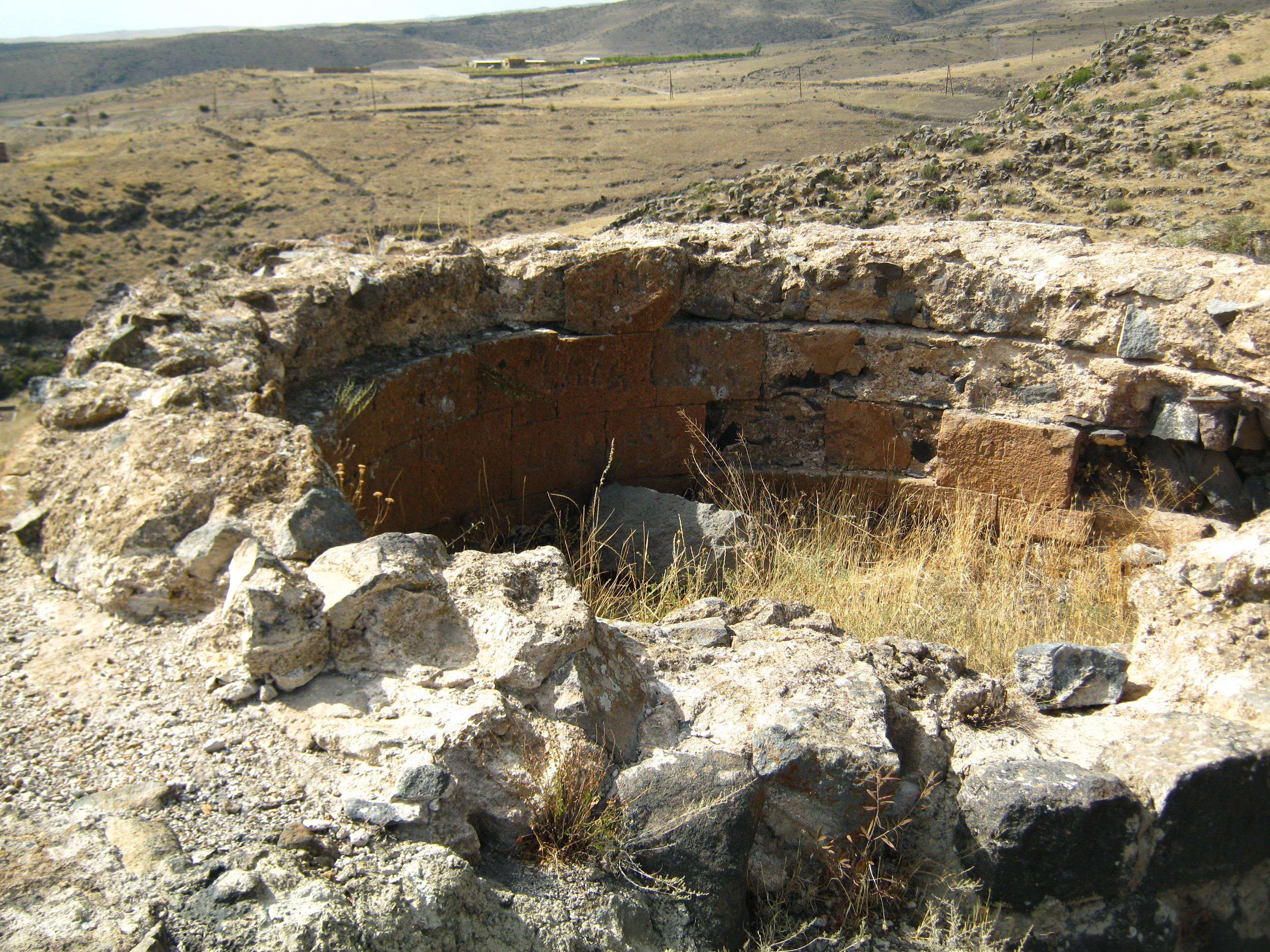
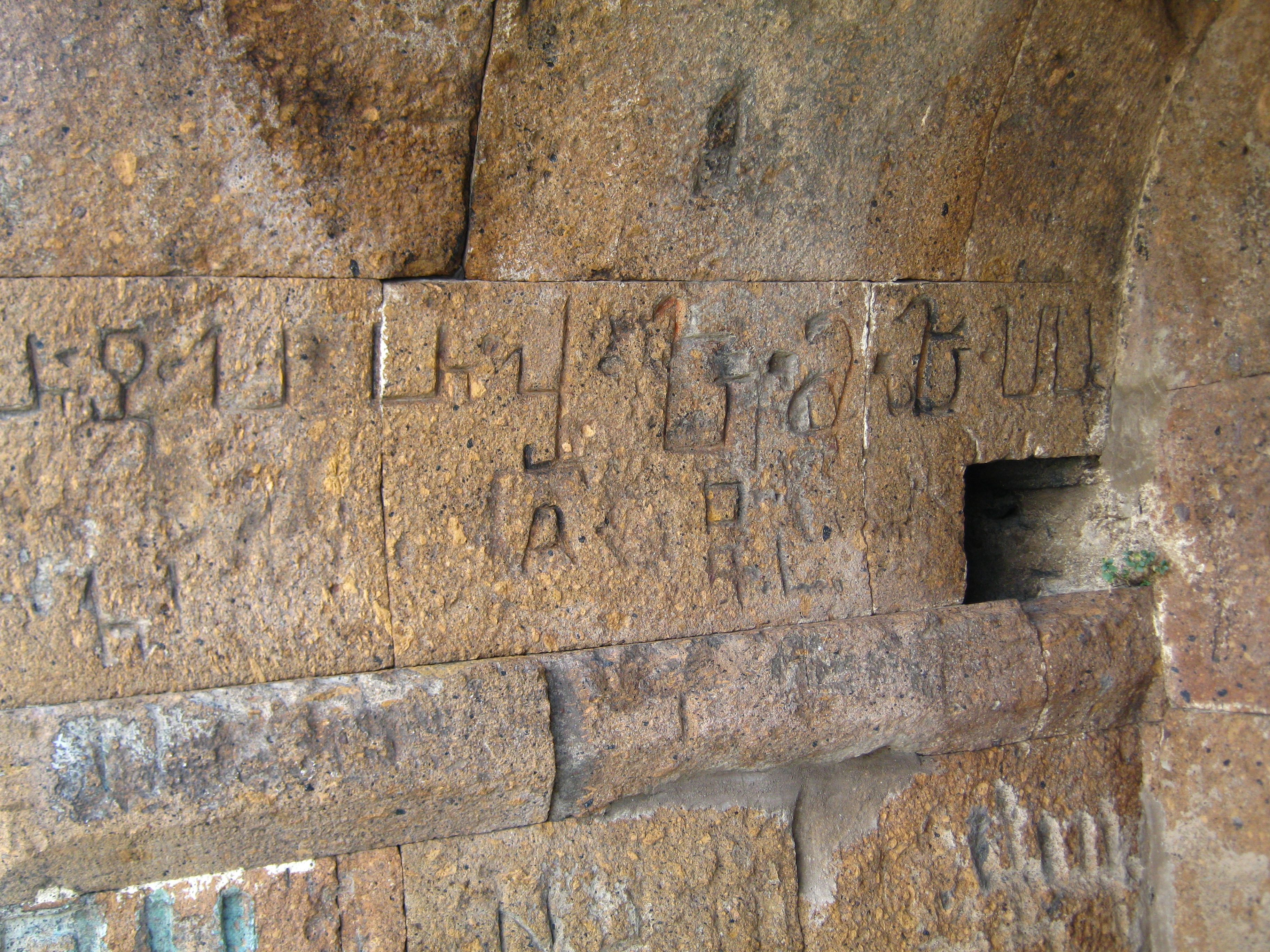
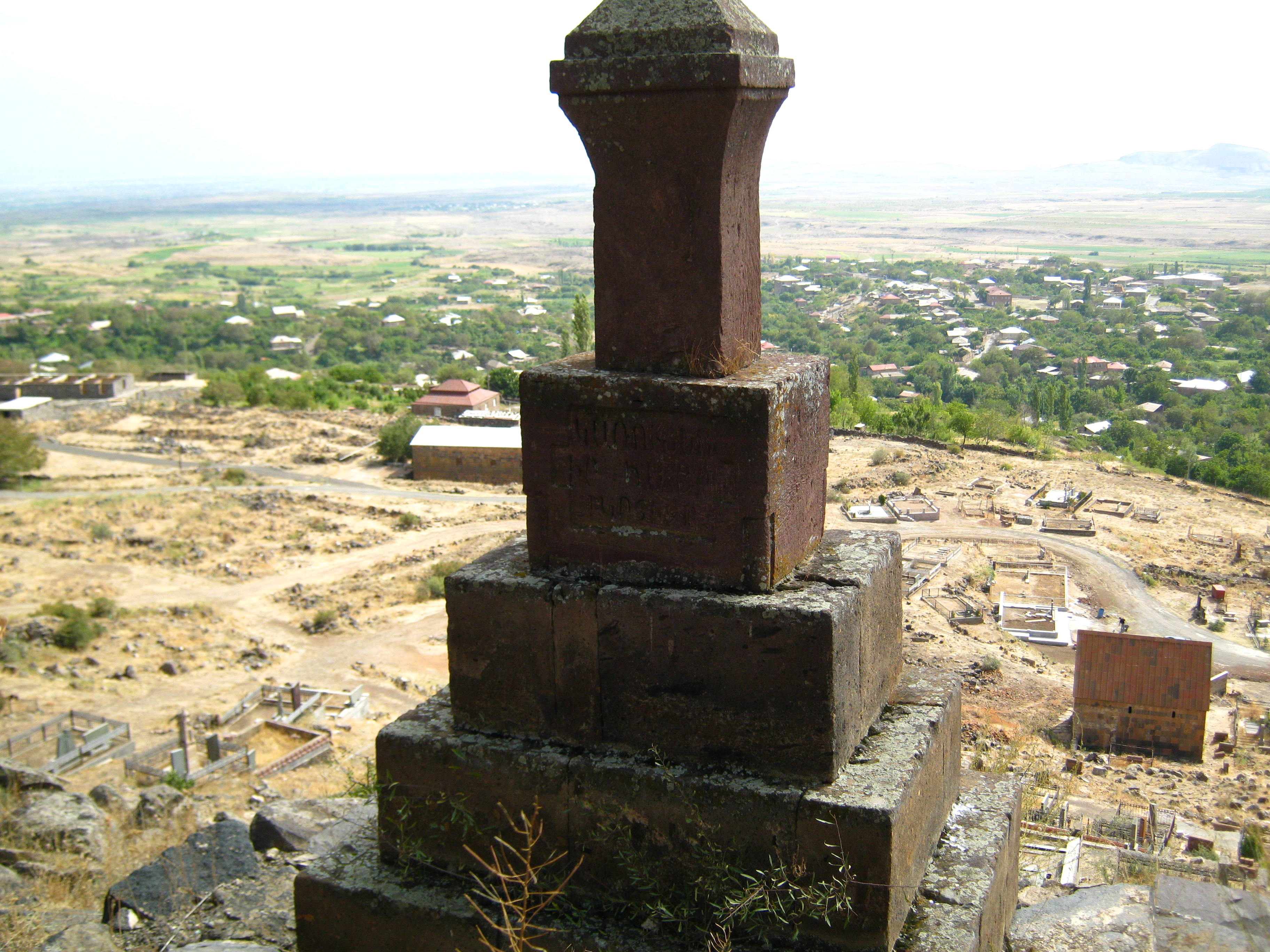
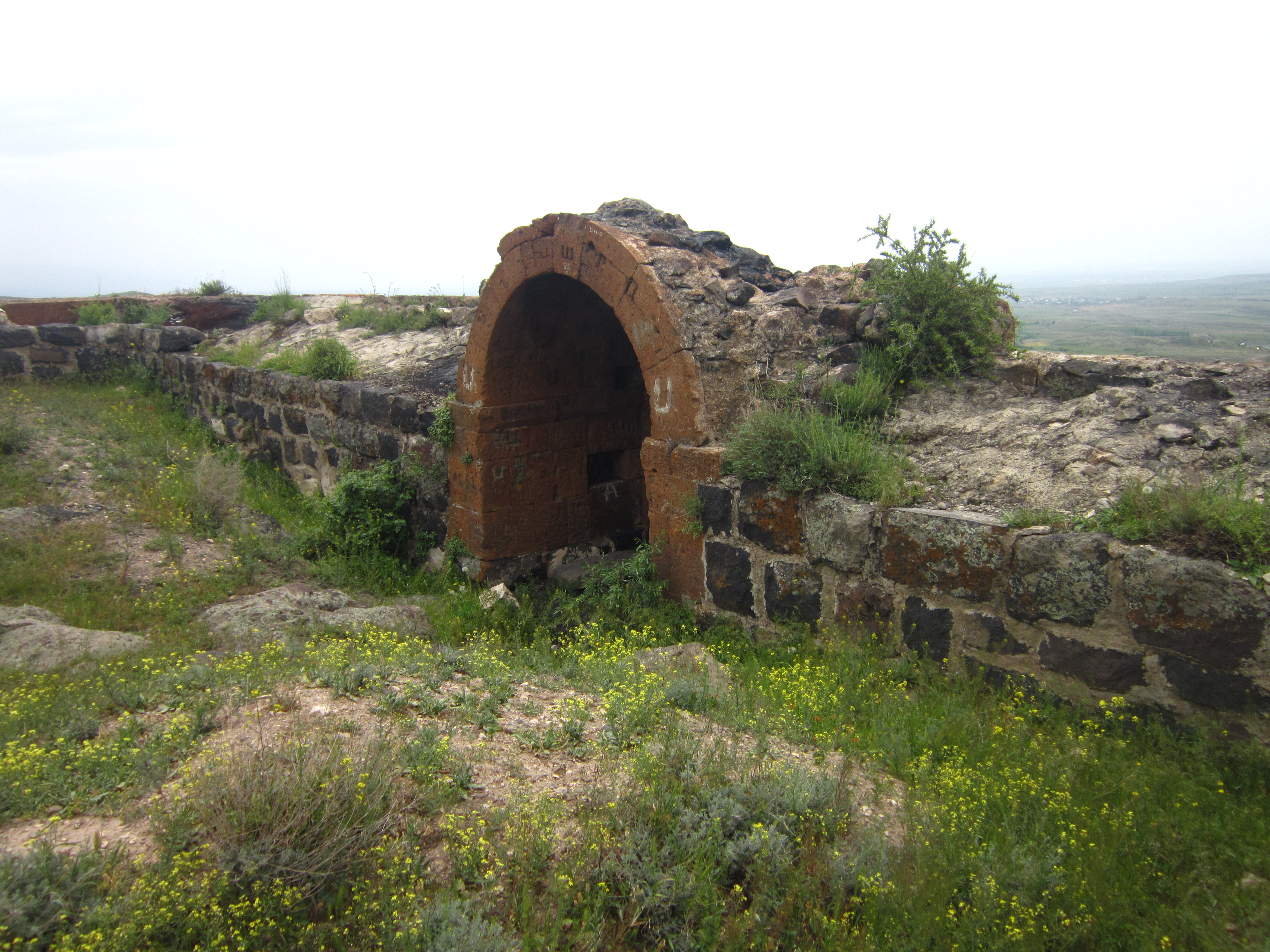
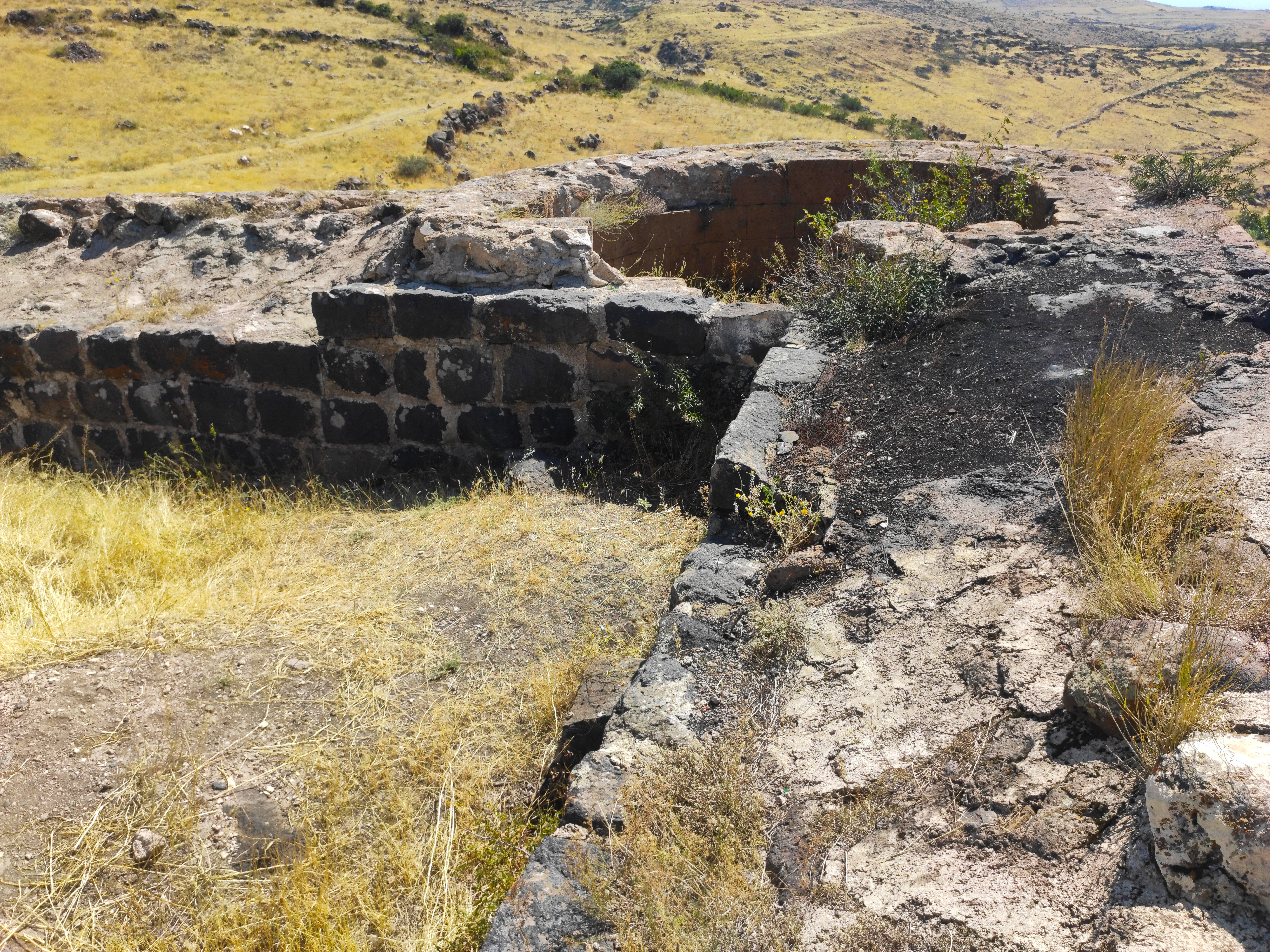